# Jasper Hanebuth

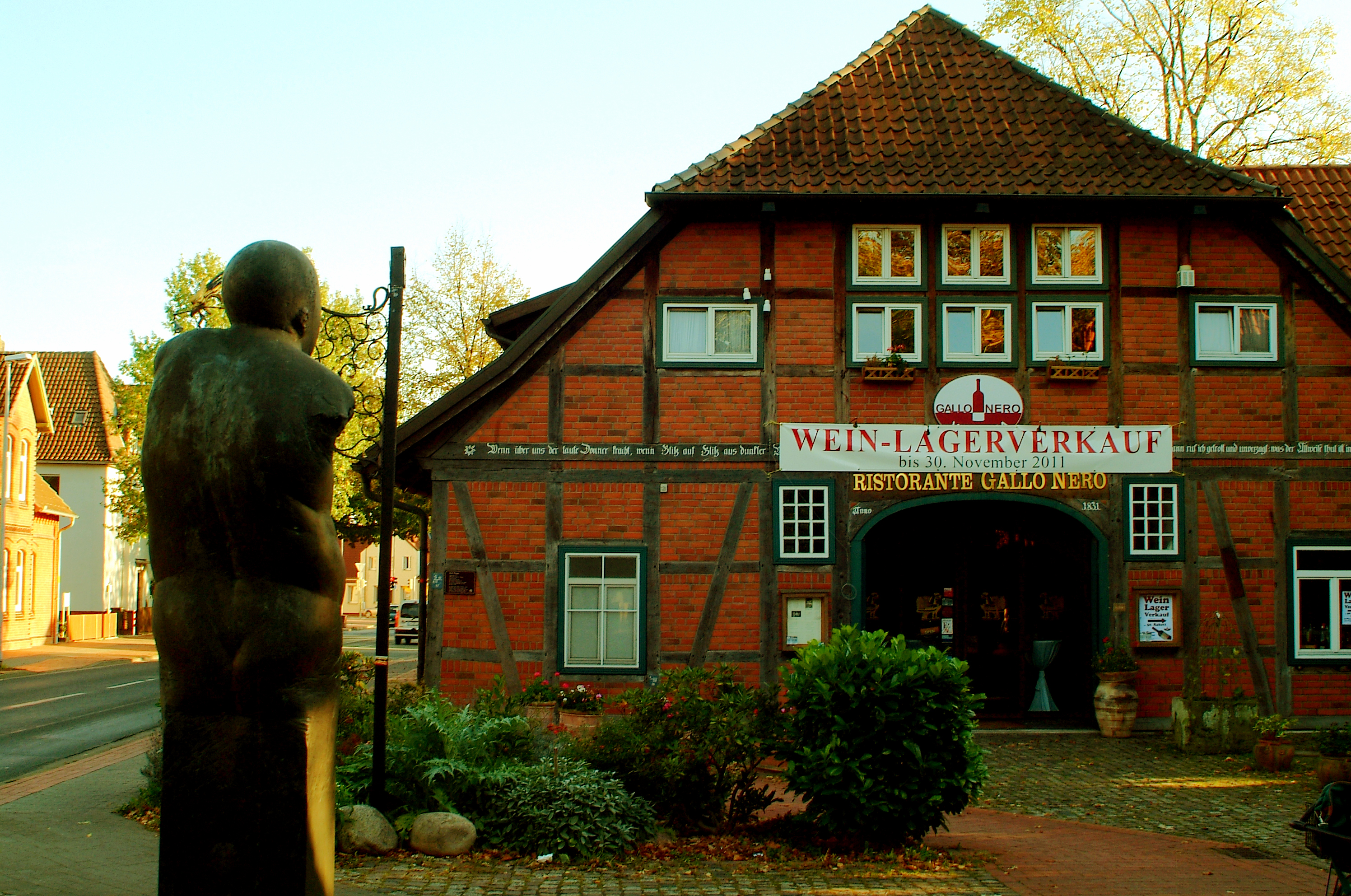
Hanebuths Geburtshaus in Groß-Buchholz, davor die umbenannte Skulptur „Hanebuths letztes Opfer“

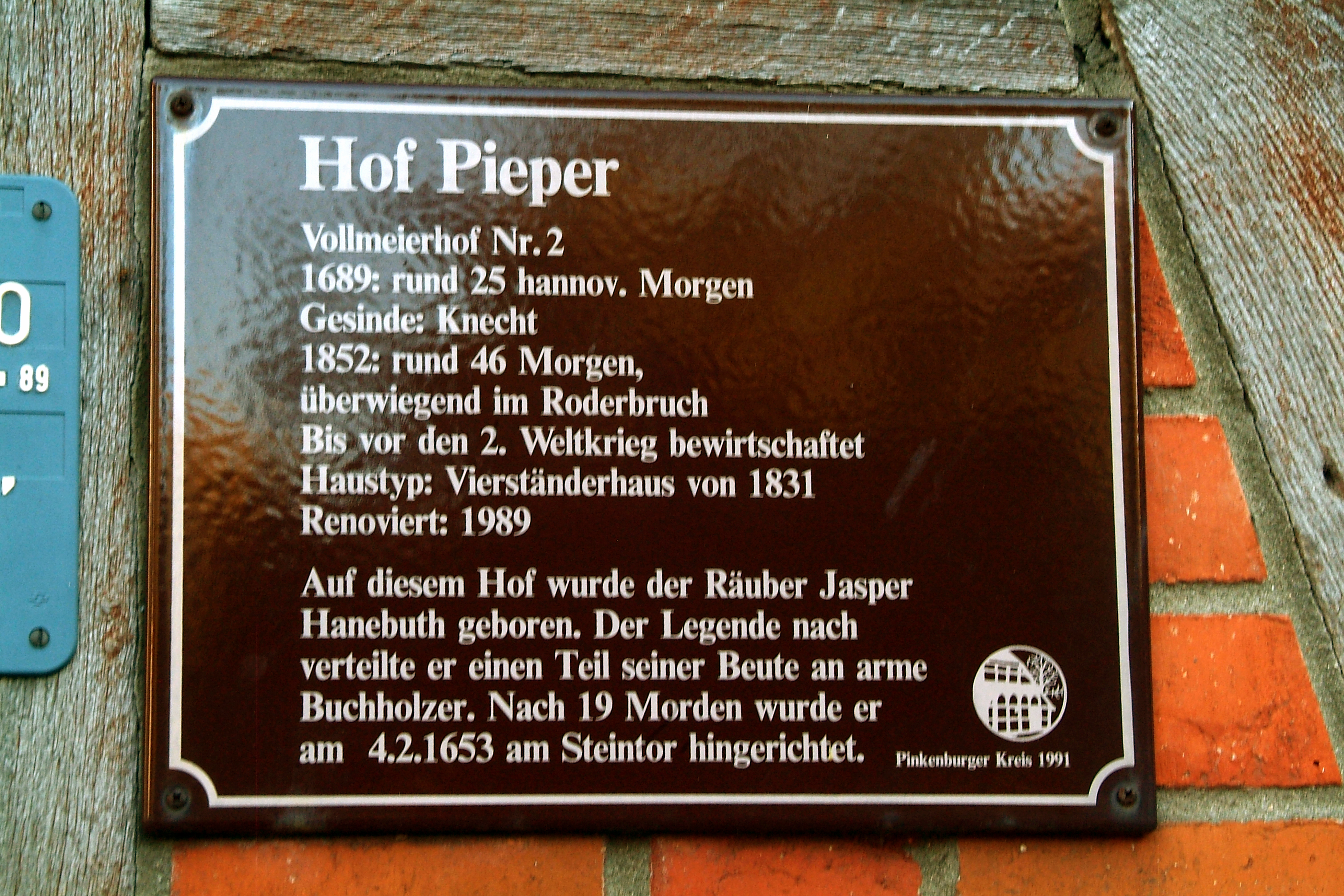
Infotafel vom Pinkenburger Kreis zum Geburtshaus Hanebuths

Jasper Hanebuth (* 1607 (getauft am 8. Februar 1607) in Groß-Buchholz bei Hannover; † 4. Februar 1653 in Hannover) war ein Söldner im Dreißigjährigen Krieg sowie Räuber und Mörder.

## Leben
Jasper Hanebuth wurde auf dem „Hof Pieper“ geboren, einem nach einem Wirbelsturm 1831 wieder aufgebauten und heute denkmalgeschützten Fachwerkkomplex am Groß-Buchholzer Kirchweg 72. Er war ein Sohn des Vollmeiers Hans Hanebuth, eines Kötners in Groß-Buchholz.
Jasper Hanebuth wurde im Dreißigjährigen Krieg Söldner in schwedischen Diensten. Noch im Krieg erwarb er das Bürgerrecht der Stadt Hannover, verlor es jedoch bald wieder, da er seine Steuerschulden nicht bezahlte.
Später wurde er Räuber vorwiegend in der Eilenriede, einem Waldgebiet nahe dem heutigen Zoo von Hannover. Seine Überfälle verübte er teilweise zusammen mit anderen, darunter Hans Stille, Caspar Reusche und Hänschen von Rode, einem Abkömmling einer alten hannoverschen Patrizierfamilie. Seine Opfer schoss er oft aus der Ferne nieder, ohne zu wissen, ob Geld bei ihnen zu finden sei.
Hanebuth wird als roher Mensch geschildert, dessen Wutanfälle gefürchtet waren. Er gilt als Beispiel für die alltägliche Gewalt und Verrohung der Sitten nach Ende des Dreißigjährigen Krieges. Zu seinen Opfern gehörte auch seine „Räuberbraut“.
Zuletzt verdingte sich Hanebuth als Pferdehändler, bis er wegen eines Pferdediebstahls angezeigt und am 14. November 1652 verhaftet wurde. Dann gestand er zehn Diebstähle und – 19 Morde. Trotz wiederholter Folterandrohungen, „penibel nach den Regeln der Hochnothpeinlichen Halsgerichtsordnung“, im Ratskeller des (Alten) Rathauses ließen seine Schuldgeständnisse jedoch auch Zweifel aufkommen. Doch nach knapp einem Jahr Haft verurteilte ihn das Halsgericht am 3./4. Februar 1653, „mit dem Rade durch Zerstoßung seiner Glieder vom Leben zum Tode gerichtet zu werden“.
Am 4. Februar 1653 wurde Räuber Hanebuth an der Richtstätte vor dem Steintor durch Rädern hingerichtet.

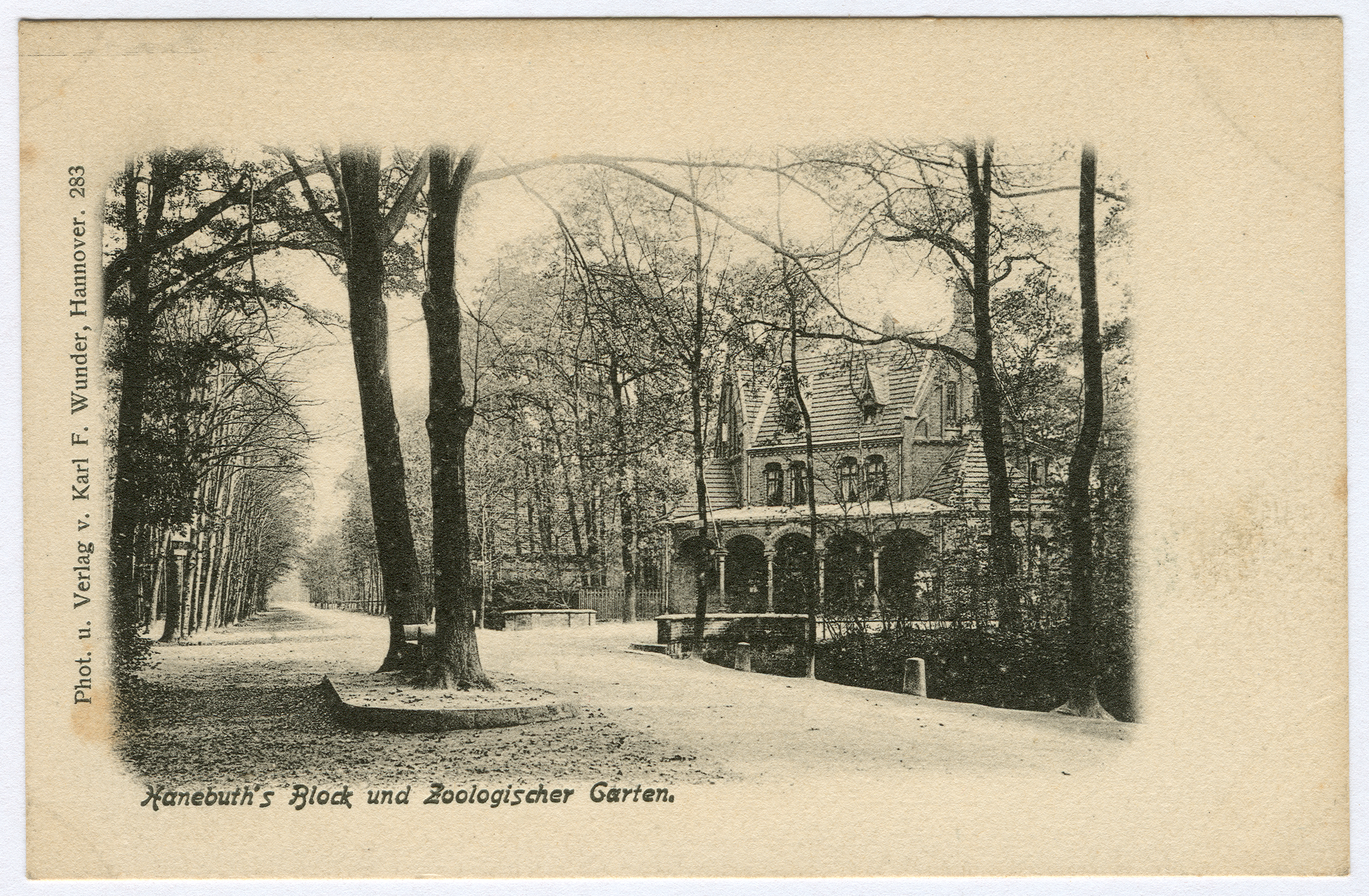
„Hanebuth’s Block“ am Zoologischen Garten Ansichtskarte Nummer „283“, um 1898 von Karl F. Wunder
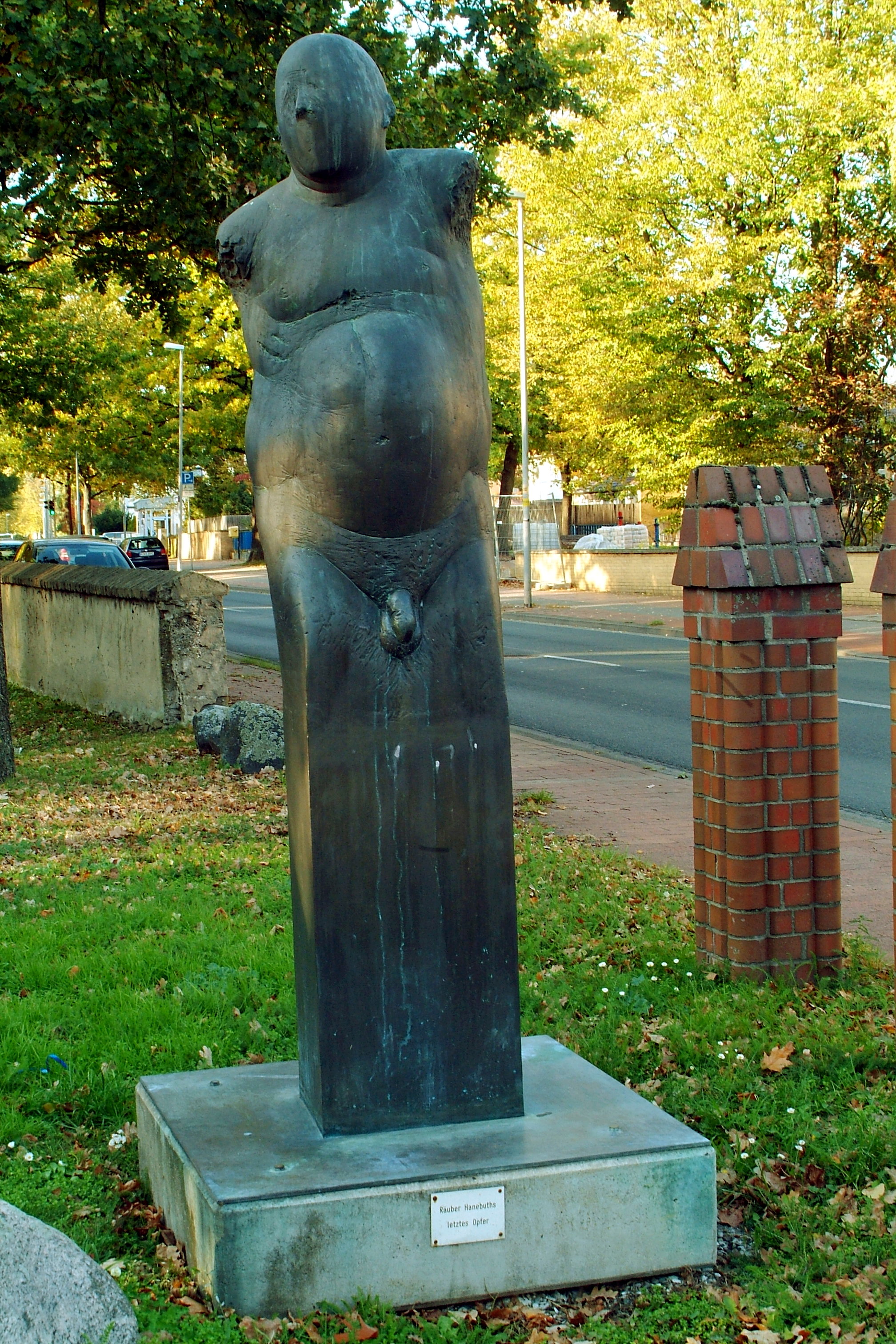
Großer Sockeltorso XX, „… Hanebuths letztes Opfer“
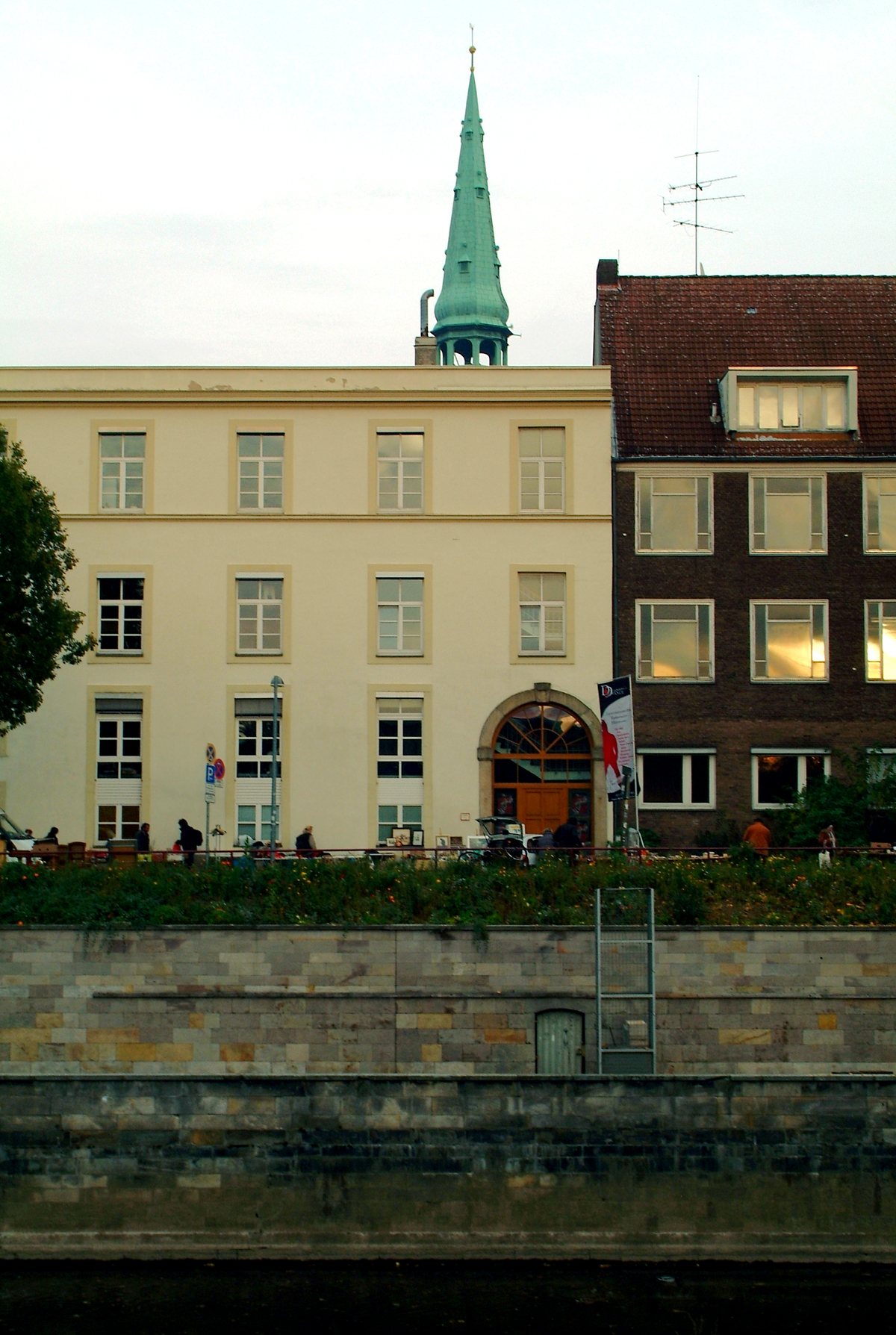
Der Eingang von Hanebuths Gang Am Hohen Ufer bildet eine Linie mit dem Portal des Königlichen Hofmarstalls und der Kreuzkirche
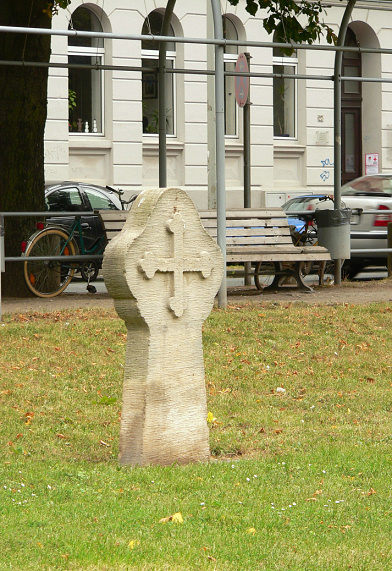
Der Weißekreuzstein auf dem Weißekreuzplatz
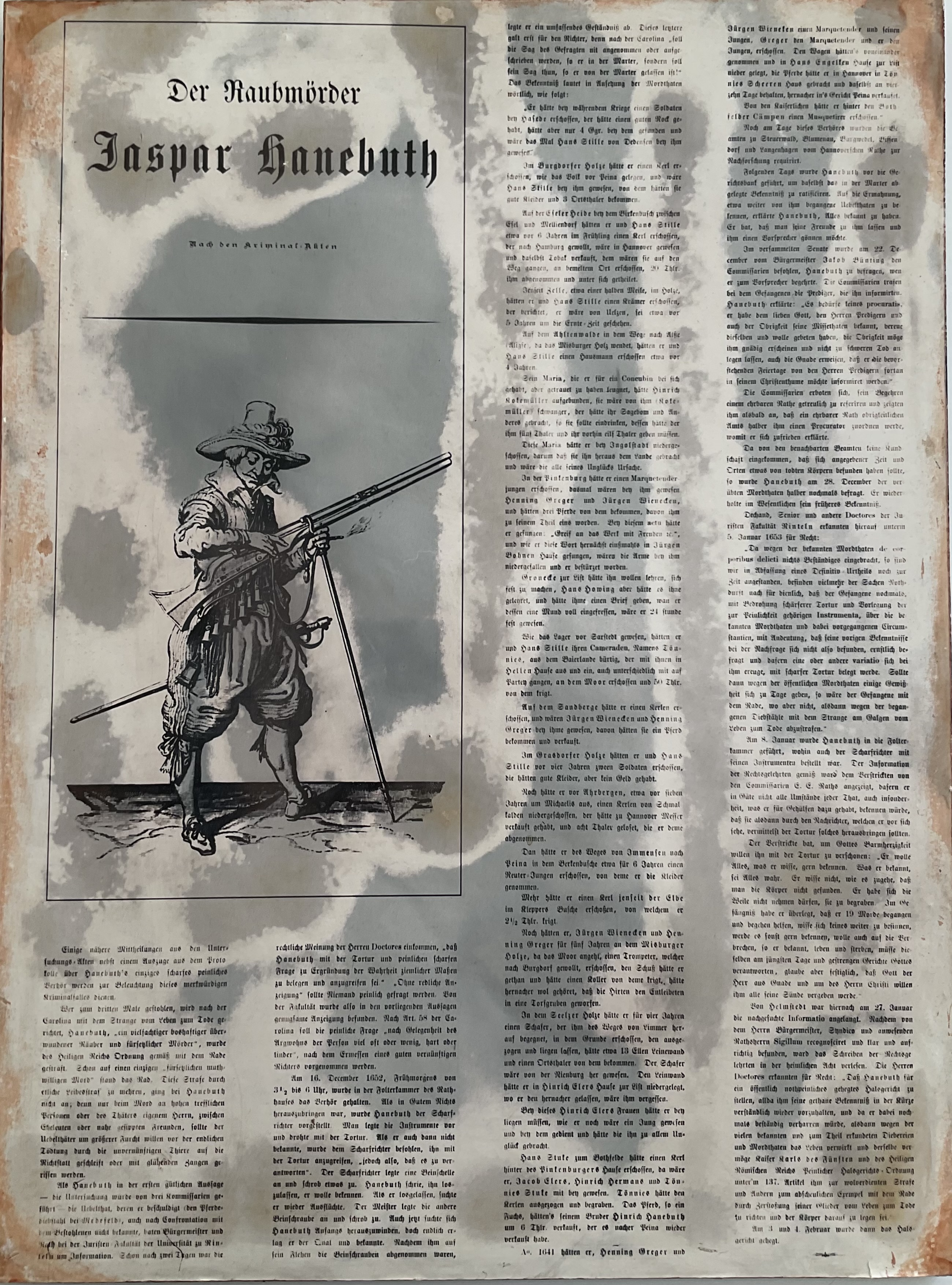
Jasper Hanebuth, Zeitungsartikel nach den Akten seines Urteils

## Nachwirkungen
Hanebuth ist bis heute im Bewusstsein der Hannoveraner präsent:
- Für Jasper Hanebuths 1661 verstorbenen jüngeren Bruder Hinrich schuf der Bildhauer Peter Köster seinerzeit einen Grabstein,[1] der noch heute an der St.-Nicolai-Kirche in Bothfeld zu finden ist.[6]

- Etliche Legenden, die sich um den Räuber ranken, lassen sich anhand historischer Quellen jedoch nicht bestätigen; so die Legende, er habe eine Schnur über die Waldchausee gespannt, die mit einem Glöckchen verbunden war, um so angeläutet zu werden, wenn Kaufleute vorbeikamen. Ebenso wenig hatte er sein Zuhause in einer Räuberhöhle in der Eilenriede. Gleichermaßen ist nicht erwiesen, dass er die Armen aus dem nahe gelegenen Dorf Groß-Buchholz mit seiner Beute unterstützt hat.

- Ein Kreuz, das am Beginn des Steintorfeldes bereits aus der Zeit vor der Hinrichtung von Jasper Hanebuth existierte, wurde später fälschlicherweise dem Ereignis zugeordnet, gab aber dann dem 1929 so benannten Weißekreuzplatz an der Lister Meile seinen Namen.[7]

- Bei „Hanebuths Gang“ Am Hohen Ufer handelt es sich vermutlich um den Rest eines Durchgangs unter der Stadtmauer zur Leine,[1] der jedoch nach kurzer Strecke zugeschüttet wurde.[8]

- Noch um die Wende zum 19. Jahrhundert gab es Ansichtskarten mit dem Motiv von „Hanebuth’s Block“ am Schiffgraben vor dem seinerzeitigen Eingangsgebäude des Zoos.[9]

- Die 1967 angelegte Straße Hanebuthwinkel in Groß-Buchholz an der Eilenriede beim Steuerndieb erinnert mit ihrer Namensgebung an den Räuber.[1]

- Seit 1991 erinnert die Info-Tafel „Hof Pieper“ am Geburtsgehöft Hanebuths an den Verbrecher.[2]

- Vor dem Geburtshaus von Jasper Hanebuth wurde die Skulptur „Großer Sockeltorso XX“ aufgestellt, eine Arbeit des Bildhauers Waldemar Otto aus dem Jahr 1986 und Leihgabe der Galerie Stübler.[10] Am Betonsockel unterhalb der armlosen Skulptur wurde ein zusätzliches Schild angebracht mit der Inschrift „Räuber Hanebuths letztes Opfer“.[11]

- Bezug auf Hanebuth nimmt der 2010 erschienene Historienroman Die Konkubine des Mörders von Bettina Szrama,[12] in dem Hanebuth „eine Wiederauferstehung als düsterer Romanheld“ erfährt.[5]